# کارستان
کارستان سری فیلم‌های مستند ساخت ایران است که تولید آن از سال ۱۳۹۳ آغاز شده و شش مستند از این مجموعه در حال حاضر در مراحل مختلف تولید است. این مجموعه با هدف روایت تصویر زندگی کارآفرینان ایرانی تهیه و تولید می‌شود.

## شرح
در بخشی از وب‌سایت این پروژه آمده‌است: «کارآفرین، صفتی مناسب برای همهٔ آدم‌هایی است که برای ساخت جهان مدرن امروزی «کاری کرده‌اند، کارستان». در شرایطی که کشور ما بستر مناسبی برای فعالیت‌های کارآفرینانه ندارد و بزرگ‌ترین بحران ۱۰ سال آینده‌اش اشتغال است، اهمیت کارآفرینان در جامعهٔ ما دو چندان می‌شود. کارستان روایت تلاش آدم‌هایی است که ریسک می‌کنند تا با خلق ایده‌ها و ارزش‌های نو، دنیای خود و دیگران را تغییر دهند. افرادی که هرچند ممکن است خود گمنام و ناشناخته باشند، اما با رؤیاهای بزرگی که محقق کرده‌اند، دنیای اطراف خود و هم‌محلی‌هایشان را خوشایندتر کرده‌اند. اثرگذاری کارآفرینان کارستان ما، حتی در ابعاد کوچک و جغرافیای محدود و بومی، فضایی انرژی‌بخش و الهام‌دهنده را برای کار و تغییر پدیدآورده است.»

## ساخت
ایده ساخت مجموعه فیلم‌هایی دربارهٔ کارآفرینان ایران، سال‌ها پیش زمانی که رخشان بنی‌اعتماد توسط دوست قدیمی‌اش فیروزه صابر به «بنیاد توسعه کارآفرینی زنان و جوانان» دعوت شد، متولد شد.
ایده‌ای که از سال ۱۳۹۲ در هم‌فکری با مجتبی میرتهماسب و رسیدن به دغدغه‌های مشترک هدف‌دار شد و سمت‌وسویی مشخص پیدا کرد. برای اجرایی شدن این طرح، بنیاد توسعه کارآفرینی زنان و جوانان بهترین نهاد غیردولتی بود که می‌توانست پشتوانه پژوهشی-کارشناسی این پروژه باشد. بنیادی که مهم‌ترین هدفش ترویج و توسعه فرهنگ خلاقیت، نوآوری و کارآفرینی در سطح کشور است. حاصل بررسی‌ها و نشست‌های متعدد، شکل‌گیری پروژه «کارستان» در بهار سال ۱۳۹۳ بود. حالا یک گروه بزرگ تمام انرژی و زمان خود را گذاشته‌اند تا: «کاری کنند، کارستان.»

## عوامل تولید

### طراحی و تهیه‌کنندگی
رخشان بنی اعتماد مشاور این پروژه است و مجتبی میرتهماسب تهیه‌کنندگی این مجموعه را بر عهده دارد.

### مدیریت پژوهش
«بنیاد توسعه کارآفرینی زنان و جوانان» پژوهش‌های مجموعه را با مدیریت فیروزه صابر و زهرا عمرانی بر عهده دارند.

### مشاوران
محمود نظاری و حسین اکبری

### کارگردانان
بهرام عظیم‌پور، محسن عبدالوهاب، مهدی گنجی، مهناز افضلی و شیرین برق‌نورد پنج فیلم‌سازی هستند که ساخت مستندهای این مجموعه را برعهده دارند.

### کارآفرینان
علی‌اصغر حاجی‌بابا، غلامرضا رسولیان، سعیده قدس، هایده شیرزادی، شیرین پارسی و گروه پازلی‌ها کارآفرینانی هستند که «کارستان» زندگی و کار آنان را به تصویر کشیده‌است.

### مدیر روابط عمومی
حدیث رحمانی